# 40-ва окрема артилерійська бригада (Україна)
40 окрема артилерійська бригада імені Великого князя Вітовта (40 ОАБр, в/ч А2227, пп В3500) — з'єднання артилерійських військ у складі Сухопутних військ Збройних сил України. Підпорядковане оперативному командуванню «Південь». Місце дислокації — м. Первомайськ Миколаївської області.

## Історія
Бригада створена наказом Міністерства оборони України 6 лютого 2015 року, офіційний день народження 25 травня 2015 року, місцем її дислокації обрано 22-ге військове містечко у Первомайськ Миколаївської області, на місці колишньої 46-ї дивізії РВСП.
Військове злагодження бригади відбувалося на полігоні Широкий Лан.
23 серпня 2020 року «…зважаючи на зразкове виконання покладених завдань, високі показники у бойовій підготовці та з нагоди 29-ї річниці незалежності України» 40-й окремій артилерійській бригаді Сухопутних військ Збройних Сил України присвоєне почесне найменування «імені Великого князя Вітовта».
24 вересня 2022 року 40 окрема артилерійська бригада імені Великого князя Вітовта указом Президента України Володимира Зеленського відзначена почесною відзнакою «За мужність та відвагу».

## Структура
На середину 2015 року бригада мала у своєму складі[джерело?]:
- батарея управління
- 1-й артилерійський дивізіон 2А36 «Гіацинт-Б»;
- 2-й артилерійський дивізіон 2А36 «Гіацинт-Б»;
- 3-й артилерійський дивізіон 2А65 «Мста-Б»;
- 4-й артилерійський дивізіон 2А65 «Мста-Б»;
- протитанковий артилерійський дивізіон;
- батальйон охорони;
- дивізіон артилерійської розвідки;
- медичний пункт бригади (6 медичних пунктів дивизіонів)
- ремонтна рота
- рота матеріального забезпечення
- інженерно-саперна рота
- взвод радіаційного, хімічного, біологічного захисту.

## Озброєння

### Артилерія
- причіпна гаубиця M777[6]
- 2П22 «Богдана-Б»[7]

### Бронемашини
- бронеавтомобілі «Джура»[8].

### Інше
- високоточні боєприпаси Excalibur[6]

## Командування
- 2015: полковник Рябоконь Володимир Володимирович[джерело?]
- 2015: підполковник Шубін Андрій Володимирович (виконувач обов'язків)[джерело?]
- 2015—2017: полковник Панченко Сергій Іванович[джерело?]
- з 2017: полковник Лавриненко Олександр Петрович[9][10]

## Символіка
Центральним елементом нарукавного знака бригади, що затверджений 13 жовтня 2020 р., є герб великого князя Вітовта у вигляді наконечника списа вістрям вгору з хрестиком ліворуч у супроводі двох гарматних стволів, які розташовано V-подібно. Угорі над щитом розміщено червону стрічку з гаслом «ГРОМОМ І ПОЛУМ'ЯМ».

## Втрати

### 2014-2021
- солдат Катрич Олександр Васильович, помер від отриманих поранень( у боях за Дебальцеве) у Києві, 12.10.2014.
- солдат Павлів Сергій Мирославович, помер від поранень, 24 травня 2015.[12]
- солдат Козленко Сергій Миколайович, 28 травня 2015 трагічно загинув біля Волновахи.[13]
- солдат Перцев Олександр Володимирович, 21 липня 2015, Володарське.[14]
- сержант Ротар Іван Петрович, 26 серпня 2015, Прохорівка Волноваського району.[15]
- солдат Солтис Юрій Миколайович, 17 листопада, помер під час несення служби поблизу села Тополине Нікольського району.
- молодший сержант Яворський Олександр Володимирович, 3 січня 2016, помер під час лікування.[16]
- молодший сержант Войтенко Віталій Сергійович, 3 травня 2016, ДТП.[17]
- солдат Зварищук Роман Михайлович, 14 травня 2016, помер від ускладнень після пневмонії.[18][19]
- солдат Маслюченко Юрій Анатолійович, 18 квітня 2017.[20]
- молодший лейтенант Ліпка Максим Васильович, 26 грудня 2017, Волноваха.[21]
- старший солдат Лісіцин Василь Анатолійович, 17 грудня 2019, в районі м. Мар'їнка.[22]
- солдат Ошурко Михайло Михайлович, 25 січня 2020, в районі с. Троїцьке.[23]

### 2022
- солдат Олександр Гузовський, 6 червня 2022, під Ізюмом на Харківщині.[24]

### 2023
- 7 грудня 2023 — Сиротенко Василь Анатолійович. 18 березня 1980, с. Пеніжкове. Загинув внаслідок мінометного обстрілу на Донеччині.[25]

### 2025
- солдат Антон Крестинський ( "Святий"), розвідник-далекомірник, 22 квітня 2025, у районі Піщаного Куп’янського району через скид вибухівки з російського дрона. На захист країни чоловік став у серпні 2022 року.[26]